# Guifette leucoptère
Chlidonias leucopterus
Espèce
Statut de conservation UICN

 LC  : Préoccupation mineure

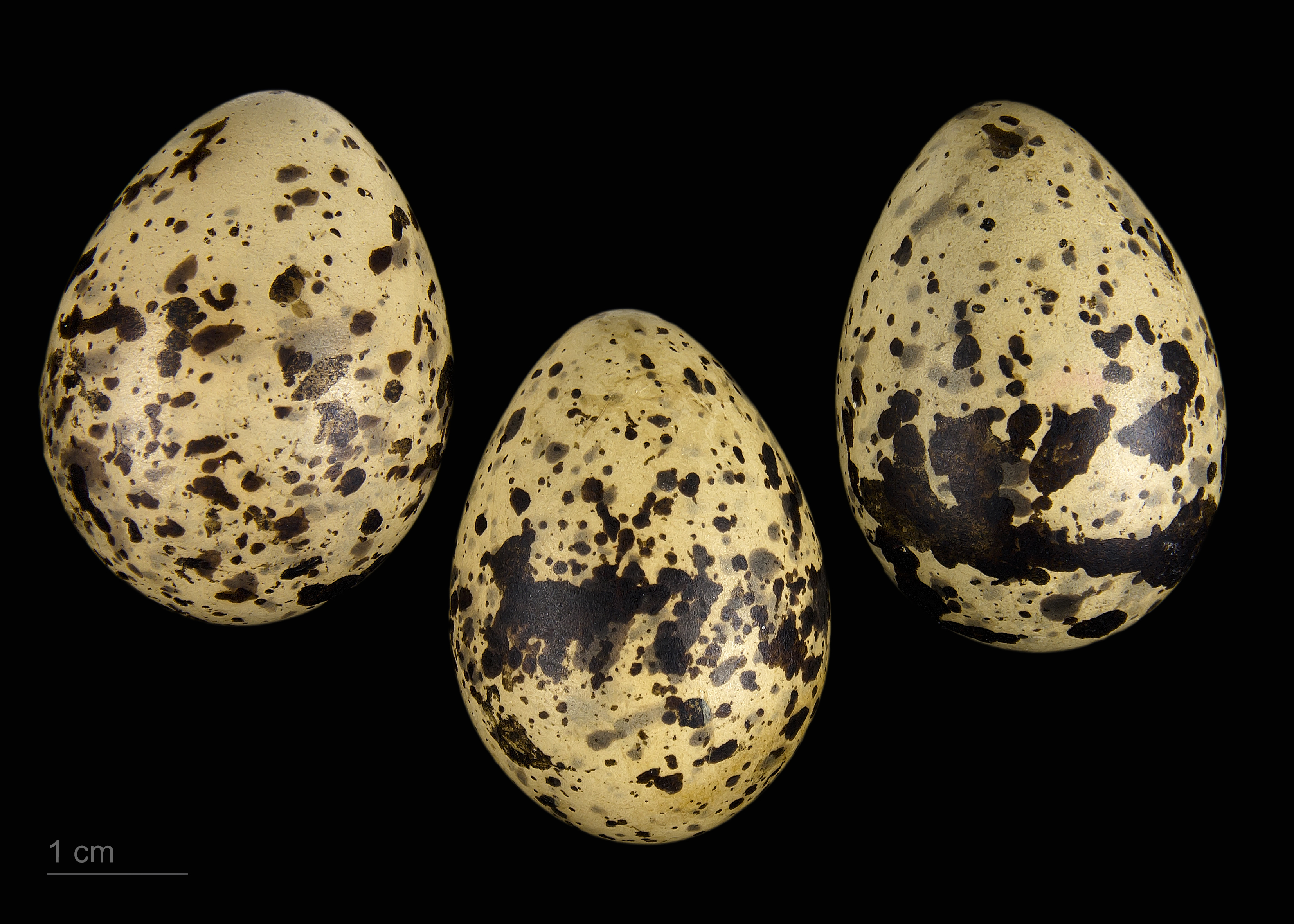
Œufs de Chlidonias leucopterus - Muséum de Toulouse

La Guifette leucoptère (Chlidonias leucopterus Temminck, 1815) est une espèce d'oiseaux aquatique de la famille des Laridae.

Aire de répartition de la Guifette leucoptère